# Gamla skogen
Gamla skogen är ett fiktivt skogsområde i J.R.R. Tolkiens Midgård. Området ligger öster om Fylke i Bockrike.
Skogen var en av de få urskogar som täckte större delen av Eriador innan Andra åldern, och det var en gång den norra kanten av en stor skog som nådde ända till skogen Fangorn. Den gränsar i öster till Kummelåsarna, och i väster till Hay, en stor häck som planterats av hobbitarna från Bockrike för att ge skydd åt deras nya hem bredvid den gamla skogen.
Hobbitarna trodde att träden i Gamla skogen var på något sätt "levande" och att det var en farlig skog. De berättade om träd som svajar även om det inte blåser, viskningar från vattnet, och vilseleda resenärer som gick vilse i skogen och aldrig mer kom tillbaka. Djupt inne i skogen fanns en plats kallat Vitte spring, en mörk och ond plats som är källan till alla fasor i skogen.
Strax innan ringens krig passerade hobbitarna Frodo Bagger, Sam Gamgi, Peregrin Took och Meriadoc Vinbock igenom skogen efter deras flykt från de svarta ryttarna. Detta beskrivs närmare i Sagan om ringen, i kapitlet Gamla skogen. Enligt detta kapitel hade träden attackerat Bockrike genom att plantera sina träd bredvid häcken och lutade sig över den. Efter detta, så bestämde sig hobbitarna att göra en lång remsa av tom mark på utsidan av häcken och skapade en stor brasa i området som senare blev känt som "Bålgläntan". Efter detta blev träden mycket mer fientliga mot hobbitarna.
Vid sydöstra kanten av skogen, på stranden av floden Vitte stod Tom Bombadils hem, Tom räddade Pippin och Merry när de var tillfångatagna av ett träd som Tom kallade "Gamla pilträdsgubben".